# Euro-Asia Masters Challenge
Die Euro-Asia Masters Challenge, Euro-Asia Team Challenge, World Champions v. Asian Stars Challenge oder verkürzt Euro-Asia Challenge war ein professionelles Snookerturnier, das in den 2000er-Jahren insgesamt vier Mal als Einladungsturnier ausgetragen wurde. Das Konzept des Turnieres konzentrierte sich auf das Aufeinandertreffen führender Spieler Europas und Asiens.

## Geschichte
Das Turnier wurde erstmals zu Beginn der Saison 2003/04 ausgetragen. Neben dem Weltverband war auch die Asian Confederation of Billiard Sports (ACBS) an der Organisation des Events beteiligt. Der ACBS-Präsident Sindhu Pulsirivong gehörte zu den Zuschauern beider Events, deren Teilnehmerfelder jeweils die gleichen vier führenden Spieler aus Europa und Asien umfassten. Kurz nacheinander wurden zwei Events ausgetragen, das erste in Hongkong, das zweite in Bangkok. In beiden Fällen beteiligten sich auch die jeweiligen Nationalverbände an der Ausrichtung. Das Turnier begann mit einer Gruppenphase, an die sich eine Finalrunde im K.-o.-System anschloss. Während in Hongkong James Wattana siegte, gewann in der thailändischen Hauptstadt Ken Doherty. Beide Spieler erhielten jeweils 30.000 Pfund Sterling, wenngleich es keinen Sponsor gab. Wattana spielte in Hongkong mit einem 131er-Break das höchste Break, während in Bangkok kein Spieler Mark Williams’ 112er-Break übertrumpfen konnte.
In der folgenden Saison blieb das Turnier Teil der Profitour, allerdings unter dem neuen Namen World Champions v. Asian Stars Challenge. Offenbar war es aber auch als Euro-Asia Challenge geläufig. Im Gegensatz zum Vorjahr wurde auch nur ein einziges Event ausgetragen. Das Konzept und der Modus des Turnieres blieben aber unverändert. Am Ende gewann Marco Fu das in Bangkok ausgetragene Turnier, als er John Higgins im Finale besiegte. Higgins gelang mit einem 103er-Break das höchste Break des Turnieres. Erneut erhielt der Sieger 30.000 £, auch wenn wiederum kein Sponsor für das Turnier gefunden werden konnte. Danach wurde das Turnier (zunächst) auf Eis gelegt.
2007 gab es im Rahmen der Saison 2007/08 eine Neuauflage des Turnieres. Erneut blieben Konzept und Modus unverändert, allerdings fand zusätzlich im Rahmen des gleichen, in Hongkong ausgetragenen Events ein Team-Wettbewerb statt. Bei diesem traten die vier europäischen Spieler gegen die vier asiatischen Spieler an. John Higgins konnte das normale Einzel-Event gewinnen; im Team-Event setzte sich Europa mit 5:3 gegen die asiatische Auswahl durch. Higgins gelang während des Turnieres ein 127er-Break. Obwohl es mit 110sport erstmals einen Sponsor gab, erhielt Higgins als Sieger nur 25.000 £. Insgesamt wurden 100.000 £ ausgeschüttet. Es war die letzte Austragung des Turnieres.

## Sieger
| Jahr                                                         | Austragungsort                                  | Sieger                                          | Ergebnis                                        | Finalist                                        | Sponsor                                         | Saison                                          |
| Euro-Asia Masters Challenge – Einladungsturnier              | Euro-Asia Masters Challenge – Einladungsturnier | Euro-Asia Masters Challenge – Einladungsturnier | Euro-Asia Masters Challenge – Einladungsturnier | Euro-Asia Masters Challenge – Einladungsturnier | Euro-Asia Masters Challenge – Einladungsturnier | Euro-Asia Masters Challenge – Einladungsturnier |
| ------------------------------------------------------------ | ----------------------------------------------- | ----------------------------------------------- | ----------------------------------------------- | ----------------------------------------------- | ----------------------------------------------- | ----------------------------------------------- |
| 2003/1                                                       | Hongkong                                        | James Wattana                                   | 6:4                                             | Ken Doherty                                     | –                                               | 2003/04                                         |
| 2003/2                                                       | Bangkok                                         | Ken Doherty                                     | 5:2                                             | Marco Fu                                        | –                                               | 2003/04                                         |
| World Champions v. Asian Stars Challenge – Einladungsturnier |                                                 |                                                 |                                                 |                                                 |                                                 |                                                 |
| 2004                                                         | Bangkok                                         | Marco Fu                                        | 5:1                                             | John Higgins                                    | –                                               | 2004/05                                         |
| Euro-Asia Masters Challenge – Einladungsturnier              |                                                 |                                                 |                                                 |                                                 |                                                 |                                                 |
| 2007                                                         | Hongkong                                        | John Higgins                                    | 5:4                                             | James Wattana                                   | 110sport                                        | 2007/08                                         |
| 2007                                                         | Hongkong                                        | Europa                                          | 5:3                                             | Asien                                           | 110sport                                        | 2007/08                                         |